# Mickey Mouse: Aventuri Încurcate
Mickey Mouse: Aventuri Încurcate (în trecut cunoscut ca Mickey și piloții de curse) este un serial de desene animate american produse de Disney Television Animation. Este succesorul lui Clubul lui Mickey Mouse. Serialul a avut premiera pe Disney Junior și Disney Channel în Statele Unite la 15 ianuarie 2017. În România, seria a început pe Disney Junior România la 22 aprilie 2017. Până în prezent au fost confirmate două sezoane.

## Descriere
Mickey și piloții de curse este despre Mickey, Minnie, Goofy, Donald, Daisy, Pluto și curse în Hot Dog Hills.
Serialul dedicat preșcolarilor este plin cu aventuri îndrăznețe, avându-i ca protagonisti pe Mickey Mouse, cel mai îndrăgit personaj Disney, și prietenii lui, Minnie, Pluto, Goofy, Daisy și Donald.
Programul îi prezintă pe Mickey și gașca lui la volanul mașinilor lor unice, în curse amuzante și curajoase în jurul lumii, dar și făcând năzdrăvănii în orașul lor natal Hot Dog Hills. În afara pistei de curse, Minnie și Daisy au propria afacere de succes ca Ajutoarele Abile, rezolvând problemele oricui are nevoie de o mână de ajutor. Special create pentru copiii cu vârsta între 2 – 7 ani, poveștile sunt concepute astfel încât să împărtășească lecții sociale și emoționale despre prietenie, munca în echipă, optimism și fairplay.

## Personaje

### Principale
- Mickey Mouse
- Minnie Mouse
- Goofy Goof
- Donald Duck
- Daisy Duck

### Secundare
- Pluto
- Chip și Dale
- Pete
- Clarabelle Cow
- Clara Cluck
- Horace Horsecollar
- Billy Beagle
- Suzie
- Cuckoo Loca
- Profesorul Von Drake

## Episoade
| N/o       | Titlu englez                              | Titlu român                                | Premiera originală | Premiera în România |
| --------- | ----------------------------------------- | ------------------------------------------ | ------------------ | ------------------- |
|           |                                           |                                            |                    |                     |
| SEZONUL 1 |                                           |                                            |                    |                     |
|           |                                           |                                            |                    |                     |
| 1         | "Mickey's Wild Tire!"                     | "Cauciucul buclucaș al lui Mickey!"        | 15 ianuarie 2017   | 22 aprilie 2017     |
| 1         | "Sittin Kitty"                            | "Pisica neastâmpărată"                     | 15 ianuarie 2017   | 22 aprilie 2017     |
| 2         | "Goofy Gas!"                              | "Goofy Gaz!"                               | 15 ianuarie 2017   | 29 aprilie 2017     |
| 2         | "Little Big Ape"                          | "Mica mea gorilă"                          | 15 ianuarie 2017   | 29 aprilie 2017     |
| 3         | "Race for the Rigatoni Ribbon!"           | "Cursa pentru panglica Rigatoni!"          | 16 ianuarie 2017   | 6 mai 2017          |
| 3         | "Roaming Around Rome"                     | "Turul Romei"                              | 16 ianuarie 2017   | 6 mai 2017          |
| 4         | "Agent Double-O-Goof"                     | "Agentul 00 Goof"                          | 16 ianuarie 2017   | 20 mai 2017         |
| 4         | "Egg-xasperating!"                        | "Exasperare!"                              | 16 ianuarie 2017   | 20 mai 2017         |
| 5         | "Mickey's Perfecto Day!"                  | "Ziua perfectă a lui Mickey!"              | 20 ianuarie 2017   | 13 mai 2017         |
| 5         | "Running of the Roadsters!"               | "Raliul Roadsterelor!"                     | 20 ianuarie 2017   | 13 mai 2017         |
| 6         | "It's Wiki Wiki Time"                     | "Raliul Wiki Wiki"                         | 27 ianuarie 2017   | 27 mai 2017         |
| 6         | "Happy Hula Helpers!"                     | "Dansul Hula!"                             | 27 ianuarie 2017   | 27 mai 2017         |
| 7         | "Ye Olde Royal Heist"                     | "Vechiul jaf regal"                        | 3 februarie 2017   | 3 iunie 2017        |
| 7         | "Tea Time Trouble!"                       | "Probleme la ceai!"                        | 3 februarie 2017   | 3 iunie 2017        |
| 8         | "Abra-ka-Goof!"                           | "Abra-ka-Goof!"                            | 10 februarie 2017  | 17 iunie 2017       |
| 8         | "Happy Birthday Helpers!"                 | "Ajutoarele Abile la aniversare!"          | 10 februarie 2017  | 17 iunie 2017       |
| 9         | "Guru Goofy"                              | "Gurul Goofy"                              | 24 februarie 2017  | 10 iunie 2017       |
| 9         | "Bed, Breakfast and Bungled!"             | "Pensiune cu probleme!"                    | 24 februarie 2017  | 10 iunie 2017       |
| 10        | "Going Upppppppppp!"                      | "Hopaaaaaaaaaa sus!"                       | 10 martie 2017     | 24 iunie 2017       |
| 10        | "Gone Fishin'!"                           | "La pescuit!"                              | 10 martie 2017     | 24 iunie 2017       |
| 11        | "Goof Luck Charm"                         | "Talismanul lui Goofy"                     | 24 martie 2017     | 18 noiembrie 2017   |
| 11        | "Teed Off!"                               | "La golf!"                                 | 24 martie 2017     | 18 noiembrie 2017   |
| 12        | "The Impossible Race"                     | "Cursa imposibilă"                         | 14 aprilie 2017    | 1 iulie 2017        |
| 12        | "The Happiest Helpers Cruise!"            | "Croaziera Ajutoarelor Abile!"             | 14 aprilie 2017    | 1 iulie 2017        |
| 13        | "Smarty Goof"                             | "Goofy isteț"                              | 12 mai 2017        | 25 noiembrie 2017   |
| 13        | "Adventures in Buddysitting!"             | "Aventuri cu Buddy!"                       | 12 mai 2017        | 25 noiembrie 2017   |
| 14        | "Daredevil Goofy!"                        | "Temerarul Goofy!"                         | 16 iunie 2017      | 2 decembrie 2017    |
| 14        | "The Big Broadcast"                       | "Marea prezentare"                         | 16 iunie 2017      | 2 decembrie 2017    |
| 15        | "Stop That Heist!"                        | "Opriți jaful!"                            | 14 iulie 2017      | 9 decembrie 2017    |
| 15        | "Lights, Camera, HELP!"                   | "Lumini,motor, AJUTOR!"                    | 14 iulie 2017      | 9 decembrie 2017    |
| 16        | "Mouse Vs. Machine!"                      | "Mickey contra mașinii!"                   | 28 iulie 2017      | 16 decembrie 2017   |
| 16        | "Grandpa Beagle's Day Out"                | "Lista bunicului Beagle"                   | 28 iulie 2017      | 16 decembrie 2017   |
| 17        | "Donald's Garage"                         | "Garajul lui Donald"                       | 11 august 2017     | 14 aprilie 2018     |
| 17        | "Artful Helpers"                          | "Ajutoare artistice"                       | 11 august 2017     | 14 aprilie 2018     |
| 18        | "Ready, Get Pet... Go Pluto!"             | "Pe locuri,fii gata…hai Pluto!"            | 25 august 2017     | 21 aprilie 2018     |
| 18        | "Figaro's New Friend!"                    | "Noul prieten al lui Figaro!"              | 25 august 2017     | 21 aprilie 2018     |
| 19        | "Garage Alone"                            | "Singur acasă"                             | 15 septembrie 2017 | 28 aprilie 2018     |
| 19        | "Camp Happy Helpers"                      | "Tabăra Ajutoarelor Abile"                 | 15 septembrie 2017 | 28 aprilie 2018     |
| 20        | "The Haunted Hot Rod" Pete’s Ghostly Gala | "Bolidul bântuit"                          |                    |                     |
| 21        | "Billy Beagle's Tip-Top Garage"           | "Garajul de top al lui Billy Beagle"       | 5 noiembrie 2017   | 5 mai 2018          |
| 21        | "Diner Dog Rescue"                        | "Să salvăm localul!"                       | 5 noiembrie 2017   | 5 mai 2018          |
| 22        | "Pit Stop and Go"                         | "Scurtă oprire,apoi calc-o"                | 17 noiembrie 2017  | 12 mai 2018         |
| 22        | "Alarm on the Farm"                       | "Urgență la fermă"                         | 17 noiembrie 2017  | 12 mai 2018         |
| 23        | "Happy Hot Diggity Dog Holiday!"          | "Vânătoarea de ornamente!"                 | 1 decembrie 2017   | 30 noiembrie 2018   |
| 23        | "Happy Holiday Helpers!"                  | "Ajutoarele Abile ajutate!"                | 1 decembrie 2017   | 30 noiembrie 2018   |
| 24        | "Hot Dog Daze Afternoon"                  | "O zi aproape liberă"                      | 15 ianuarie 2018   | 26 mai 2018         |
| 24        | "Super Sweet Helpers"                     | "Ajutoarele super dulci"                   | 15 ianuarie 2018   | 26 mai 2018         |
| 25        | "The Grand Food Truck Rally"              | "Marele raliu al rulotelor de gătit"       | 19 februarie 2018  | 19 mai 2018         |
| 25        | "Cuckoo La-La"                            | "Cuckoo La-La"                             | 19 februarie 2018  | 19 mai 2018         |
| 26        | "Rockin' Roadsters!"                      | "Mașinile muzicale"                        | 23 martie 2018     | 2 iunie 2018        |
| 26        | "Safari, So Goody"                        | "Safari,așa frumos"                        | 23 martie 2018     | 2 iunie 2018        |
|           |                                           |                                            |                    |                     |
| SEZONUL 2 |                                           |                                            |                    |                     |
|           |                                           |                                            |                    |                     |
| 27        | "The Biggest Heist Ever"                  | "Cel mai mare jaf"                         | 13 aprilie 2018    | 3 septembrie 2018   |
| 27        | "Thrillin' Hilda"                         | "Sportiva Hilda"                           | 13 aprilie 2018    | 3 septembrie 2018   |
| 28        | "Stop Lazlo!"                             | "Opriți-l pe Lazlo!"                       | 4 mai 2018         | 5 septembrie 2018   |
| 28        | "The Hot Diggity Dog Show"                | "Concursul canin"                          | 4 mai 2018         | 5 septembrie 2018   |
| 29        | "Donald's Stinky Day"                     | "Noua prietenă a lui Donald"               | 8 iunie 2018       | 7 septembrie 2018   |
| 29        | "The Hiking Honeybees”                    | "Cercetașii Albinuțe"                      | 8 iunie 2018       | 7 septembrie 2018   |
| 30        | "Racing Rivals”                           | "O cursă strânsă"                          | 22 iunie 2018      | 11 septembrie 2018  |
| 30        | "The Hapless Helpers”                     | "Noile Ajutoare Abile"                     | 22 iunie 2018      | 11 septembrie 2018  |
| 31        | "The Goofy Race!"                         | "Cursa trăznită!"                          | 29 iunie 2018      | 13 septembrie 2018  |
| 31        | "Cuckoo for Cuckoo Clocks!"               | "Ceasul lui Cuckoo Loca!"                  | 29 iunie 2018      | 13 septembrie 2018  |
| 32        | "The Roadsterettes!"                      | "Roadsterițele!"                           | 20 iulie 2018      | 14 noiembrie 2018   |
| 32        | "Oh Happy Day"                            | "Oh,relaxarea"                             | 20 iulie 2018      | 14 noiembrie 2018   |
| 33        | "Phantom of the Café"                     | "Le Goof Dogi"                             | 3 august 2018      | 20 noiembrie 2018   |
| 33        | "Cuckoo in Paris"                         | "Cuckoo Loca în Paris"                     | 3 august 2018      | 20 noiembrie 2018   |
| 34        | "Super-Charged!"                          | "Super-Viteză!”                            | 17 august 2018     | 2018                |
| 34        | "Super-Charged: Mickey's Monster Rally"   | "Super-Viteză:Mașina monstru"              | 17 august 2018     | 2018                |
| 35        | "Super-Charged: Pop Star Helpers"         | "Super-Viteză:Ajutoarele pop"              | 24 august 2018     | 2018                |
| 35        | "The Chip 'N Dale 500"                    | "Cursa Chip și Dale 500"                   | 24 august 2018     | 2018                |
| 36        | "Mickey’s Ukulele Jam"                    | "Chitara lui Mickey"                       | 28 septembrie 2018 | 2018                |
| 36        | "Grandpa vs. Grandpa"                     | "Bunic contra bunic"                       | 28 septembrie 2018 | 2018                |
| 37        | "Goof Mansion"                            | "Conacul Goof”                             | 5 octombrie 2018   | 22 noiembrie 2018   |
| 37        | "A Doozy Night of Mystery"                | "Misterul statuii furate"                  | 5 octombrie 2018   | 22 noiembrie 2018   |
| 38        | "Daisy's Photo Finish!"                   | "Pasărea buclucașă!"                       | 19 octombrie 2018  | 2018                |
| 38        | "Super-Charged: Daisy's Grande Goal"      | "Super-Viteză:Roadster-Fotbal"             | 19 octombrie 2018  | 2018                |
| 39        | "Pluto and the Pup"                       | "Pluto și Phoebe”                          | 2 noiembrie 2018   | 2018                |
| 39        | "Trouble at Floochi's!"                   | "Probleme cu pantofii!"                    | 2 noiembrie 2018   | 2018                |
| 40        | "Goofy's Drive-In"                        | "Cinematograful lui Goofy"                 | 9 noiembrie 2018   | 2018                |
| 40        | "The Iron Mouse"                          | "Concurenții de fier"                      | 9 noiembrie 2018   | 2018                |
| 41        | "Mickey's Big Surprise"                   | "Marea surpriză a lui Mickey"              | 16 noiembrie 2018  | 2018                |
| 41        | "Meet the Beagles!"                       | "Trupa Beagles!"                           | 16 noiembrie 2018  | 2018                |
| 42        | "Snow-Go With the Flow"                   | "Activitățile de iarnă"                    | 30 noiembrie 2018  | 2018                |
| 42        | "Happy Helpers on Ice!"                   | "Ajutoarele Abile de gheață!"              | 30 noiembrie 2018  | 2018                |
| 43        | "Ski Trippin'!"                           | "Cursa de ski!”                            | 18 ianuarie 2019   | 2019                |
| 43        | "My Fair Pete"                            | "Primarul Pete"                            | 18 ianuarie 2019   | 2019                |
| 44        | “Super-Charged The Big Cheesy”            | “Supervizează: prinde cașcavalul”          | 15 februarie 2019  | 2019                |
| 44        | “Shenannygans”                            | “ peripeții la dadăcit”                    | 15 februarie 2019  | 2019                |
| 45        | “You Quack Me Up”                         | “Ziua păcălelilor”                         | 29 martie 2019     | 2019                |
| 45        | “Tree House Trouble”                      | “O nouă casă”                              | 29 martie 2019     | 2019                |
| 46        | “Mickey’s Spring Grand Prix”              | “Marele premiu de primăvară al lui Mickey” | 5 aprilie 2019     | 2019                |
| 46        | “My Little Daisy”                         | “Micuța mea Daisy”                         | 5 aprilie 2019     | 2019                |
| 47        | “Mickey’s Fun-tastical Field Day”         | “Aventuri în aer liber”                    | 17 mai 2019        | 2019                |
| 47        | “Clarabelle on the Moo-ve”                | “Clarabelle pe pistă”                      | 17 mai 2019        | 2019                |
| 48        | “Super Charged Donad’s Roadster Round-Up” | “Unde sunt mașinile?”                      | 7 iunie 2019       | 2019                |
| 48        | “The daisy dance!”                        | “Curs de dans”                             | 7 iunie 2019       | 2019                |
| 49        | “Super- Charged: Two Close Frieds;        | “Superviteză: Prieteni foarte apropiați”   | 14 iunie 2019      | 2019                |
| 49        | “Mr Bigby’s Big Night                     | “O seară importantă”                       | 14 iunie 2019      | 2019                |
| 50        | “Goof Quest”                              | “Vănătoarea de comori”                     | 5 iulie 2019       | 2019                |
| 50        | “Llama Drama”                             | “Cu lama la plimbare”                      | 5 iulie 2019       | 2019                |
| 51        | “Hi, jinx!”                               | “Bună, Jinx?”                              | 2 august 2019      | 2019                |
| 51        | “Pete’s Junkyard Helpers”                 | “Cimitirul de fiere vechi”                 | 2 august 2019      | 2019                |
| SEZONUL 3 |                                           |                                            |                    |                     |
|           |                                           |                                            |                    |                     |
| 52        | “Mickey’s Mixed-Up Motor Lab”             | “Atelierul încurcat al lui Mickey”         | 14 octombrie 2019  |                     |
| 52        | “Wishy Washy Helpers”                     | “Metodele Ajutoarelor Abile”               | 14 octombrie 2019  |                     |
| 53        | “One Unicorny Day”                        | “Ziua unicornuliu”                         | 15 octombrie 2019  |                     |
| 53        | “The Happy Horse Helpers”                 | “Ajutoarele Abile Pe cai!”                 | 15 octombrie 2019  |                     |
| 54        | “Animal Antics”                           | “cursa Blănos și iute”                     | 16 octombrie 2019  |                     |
| 54        | “Here, Kitty, Kitty. Kitty”               | “Aici, pisi, pisi, pisi”                   | 16 octombrie 2019  |                     |
| 55        | “Mickey’s Monstrous Truck”                | “Mașina Monstru a lui Mickey”              | 17 octombrie 2019  |                     |
| 55        | “Minnie’s Vacation Home”                  | Casa de vacanța a lui Minnie”              | 17 octombrie 2019  |                     |
| 56        | “Mixer-Up for a Day”                      | “Cursa Încurcată”                          | 18 octombrie 2019  |                     |
| 56        | “Princess Clarabelle!”                    | “Prințesa Clarabelle!”                     | 18 octombrie 2019  |                     |
| 57        | “A Gollywood Wedding”                     | “O nuntă încredibilă”                      | 25 octombrie 2019  |                     |
| 57        | “No Dilly Dally in New Delhi”             | “Aventuri În New Delhi!”                   | 25 octombrie 2019  |                     |
| 58        | “Mickey’s Thanksgiving Family Fun Race!”  | “Cursa lui Mickey de ziua recunoștinței”   | 1 noiembrie 2019   |                     |
| 58        | “Happy Thanksgiving Helpers”              | “Ajutoarele de ziua recunoștinței”         | 1 noiembrie 2019   |                     |
| 59        | “Caution Kids at Work!”                   | “Atențiune: Copii la muncă”                | 8 noiembrie 2019   |                     |
| 59        | “The Snozy Doozy Pet and Breakfast!”      | “Hotelul cu animale”                       | 8 noiembrie 2019   |                     |
| 60        | “Where’s Mickey?”                         | “unde e Mickey”                            | 15 noiembrie 2019  |                     |
| 60        | “Cuckoo in Hot Dog Hills!”                | “Cucu în Hot Dog Ville”                    | 15 noiembrie 2019  |                     |
| 61.       | “Campy Camper Day!”                       | “Ziua drumeției”                           | 22 noiembrie 2019  |                     |
| 61.       | “Founder’s Day Flounder”                  | “Ziua fondatorilor”                        | 22 noiembrie 2019  |                     |
| 62        | “Goofasaur!”                              | “Goofozaur”                                | 13 decembrie 2019  |                     |
| 62        | “Teahouse Helpers”                        | “Ajutoarele la ceainărie”                  | 13 decembrie 2019  |                     |
| 63        | “Papa Pluto”                              | “Pluto e tată”                             | 17 ianuarie 2020   |                     |
| 63        | “Happy Valentine Helpers”                 | “Ajutoarele Abile de Sfăntul Valentin”     | 17 ianuarie 2020   |                     |
| 64        | “Petey O’Pete”                            | “Petey O’Pete”                             | 21 februarie 2020  |                     |
| 64        | “Daisy Does lt”                           | “Daisy aranjează bălciul”                  | 21 februarie 2020  |                     |
| 65        | “Mickey’s New Mouse House”                | “Noua casă a lui Mickey”                   | 6 martie 2020      |                     |
| 65        | “Millie and Molody’s Sleepover”           | “Ziua lui Millie și Melody”                | 6 martie 2020      |                     |
| 66        | “Old McMickey Had a Farm”                 | “Bătrânul McMickey avea o Fermă”           | 27 martie 2020     |                     |
| 66        | “Happy Lab Helpers”                       | “Ajutoarele Abile în laborator             | 27 martie 2020     |                     |
| 67        | “Hard Hat Diggity Dog?”                   | “Un nou loc de joacă”                      | 10 aprilie 2020    |                     |
| 67        | “Hair-Rasing Helpers?”                    | “Ajutoarele pentru bal”                    | 10 aprilie 2020    |                     |
| 68        | “Donald’s Fast Food 500”                  | “Fast Food-ul cinci sute al lui Donald”    | 5 iunie 2020       |                     |
| 68        | “Mini-Helpers”                            | “Mini-Ajutoarele”                          | 5 iunie 2020       |                     |
| 69        | “Hanami Hijinks”                          | “Celebrarea Hanami”                        | 3 iulie 2020       |                     |
| 69        | “Happy Harajuku Helpers”                  | “Ajutoarele Abile Harajuku”                | 3 iulie 2020       |                     |
| 70        | “Mickey’s Roommate”                       | “Colegul lui Mickey”                       | 17 iulie 2020      |                     |
| 70        | “Minnie’s Hotel”                          | “Hotelul lui Minnie”                       | 17 iulie 2020      |                     |
| 71        | “Mickey’s Sporty Day”                     | “Ziua sporturilor”                         | 24 iulie 2020      |                     |
| 71        | “Go, Chili Dogs”                          | “Hai, Chili Dogs”                          | 24 iulie 2020      |                     |
| 72        | “Goofy’s Hot Dog Harvest”                 | “Pomul lui Goofy”                          | 14 august 2020     |                     |
| 72        | “Puppy Birthday to You”                   | “Petrecerea din parc                       | 14 august 2020     |                     |
| 73        | “Holiday in Hot Dog Hills                 | “Vacanța în Hot Dog Ville”                 | 11 septembrie 2020 |                     |
| 73        | “Happy Kitty Helpers”                     | “Ajutoarele de pisicuțe”                   | 11 septembrie 2020 |                     |
| 74        | “Enough Stuff”                            | “Prea multe lucruri”                       | 18 setembrie 2020  |                     |
| 74        | “The Hippity Hop Horse Show”              | “Concorsul Săltăreț al Cailor”             | 18 setembrie 2020  |                     |
| 75        | “The Mystery of Hot Dog Lake!”            | “Misterul din Lacul Hot Dog”               | 2 octombrie 2020   |                     |
| 75        | “Phantom Wing                             | “Aripa Fantomă”                            | 2 octombrie 2020   |                     |
| 76        | “Magic Tricked                            | “Trucuri magice”                           | 16 octombrie 2020  |                     |
| 76        | “Art From the Heart”                      | “Artă din inimă”                           | 16 octombrie 2020  |                     |
| 77        | “Duck, Duck Geese                         | “Găscă, Găscă…găscă”                       |                    |                     |
| 77        | “Shhhhh                                   | “Șhhhhh                                    | 6 noiembrie 2020   |                     |
| 78        | “Wheelchair Pals”                         | “Amici pe roți”                            | 13 noiembrie 2020  |                     |
| 78        | “Super-Duper Stitious Day”                | “Ziua Super-Duper-Stițiosă”                | 13 noiembrie 2020  |                     |
| 79        | “Goofy and Pete’s Wild Ride”              | “Goofy, Pete și dirijabilul”               | 20 noiembrie 2020  |                     |
| 79        | “The Happiest Day of All”                 | “Cea mai fericită zi”                      | 20 noiembrie 2020  |                     |
| 80        | “All Aboard the Hot Diggity Dog Express”  | “Îmbarcarea în Super-Duper Tren”           | 11 decembrie 2020  |                     |
| 80        | “Flea-bee jeebies”                        | “Un căine murdar!”                         | 11 decembrie 2020  |                     |
| 81        | “There Goes Our Fun”                      | “S-a zis cu distracția”                    | 1 ianuarie 2021    |                     |
| 81        | “Don’s Wake the Baby”                     | “Nu trezi bebelușul”                       | 1 ianuarie 2021    |                     |
| 82        | “Donald’s Dilemma”                        | “Dilema lui Donald”                        | 22 ianuarie 2021   |                     |
| 82        | “The Royal-ympics!”                       | “Royal-piada”                              | 22 ianuarie 2021   |                     |
| 83        | “Dale’s ew Pal”                           | “Noul amic al lui Dale”                    | 5 februarie 2021   |                     |
| 83        | “The Cuckoo Turnstyler!”                  | “Un schimbă Stil Cucu                      | 5 februarie 2021   |                     |
| 84        | “It’s a Hap-Hap-Happy Hot Dog Hills”      | “Un Hot Dog Ville fe-fe-fericit            | 19 februarie 2021  |                     |
| 84        | “Happy Friend-iversary”                   | “Aniversarea prieteniei!”                  | 19 februarie 2021  |                     |
| 85        | “Crooner Mickey”                          | “Mickey căntă”                             | 12 martie 2021     |                     |
| 85        | “Once Upon A Limonade Stand”              | “Standurile cu limonadă”                   | 12 martie 2021     |                     |
| 86        | “Holi, By Golly”                          | “Holi, ce frumos”                          | 27 martie 2021     |                     |
| 86        | “The pink City”                           | “Orașul roz”                               | 27 martie 2021     |                     |
| 87        | “The Spooky Spook House”                  | “Casa înfricoșătoare”                      | 1 octombrie 2021   |                     |
| 87        | “Clarabelle’s Banana Splitz”              | “Banana splitz a lui Clarabelle            | 1 octombrie 2021   |                     |

## Lansări internaționale
| Țară / Regiune                                        | Canal                                    | Premiera         | Titlu                                       |
| ----------------------------------------------------- | ---------------------------------------- | ---------------- | ------------------------------------------- |
| SUA                                                   | Disney Junior Disney Channel             | 15 ianuarie 2017 | Mickey and the Roadster Racers              |
| Canada                                                | Disney Junior Canada                     | 21 ianuarie 2017 | Mickey and the Roadster Racers              |
| Portugalia                                            | Disney Junior Portugalia                 | 4 martie 2017    | Mickey e os Superpilotos                    |
| Spania                                                | Disney Junior Spania                     | 4 martie 2017    | Mickey y los súperpilotos                   |
| Australia · Noua Zeelandă                             | Disney Junior Australia și Noua Zeelandă | 17 martie 2017   | Mickey and the Roadster Racers              |
| Filipine · Malaezia · Singapore · Thailanda · Vietnam | Disney Junior Asia                       | 24 martie 2017   | Mickey and the Roadster Racers              |
| Japonia                                               | Disney Junior Japonia                    | 4 aprilie 2017   | ミッキーマウスとロードレーサーズ            |
| Franța                                                | Disney Junior Franța                     | 19 aprilie 2017  | Mickey et ses amis - Top départ !           |
| Italia                                                | Disney Junior Italia                     | 19 aprilie 2017  | Topolino e gli amici del rally              |
| UK Irlanda                                            | Disney Junior UK și Irlanda              | 19 aprilie 2017  | Mickey and the Roadster Racers              |
| Africa de Sud                                         | Disney Junior CEMA                       | 22 aprilie 2017  | Mickey and the Roadster Racers              |
| Grecia Cipru                                          | Disney Junior CEMA                       | 22 aprilie 2017  | Ο Μίκυ και οι φίλοι του σε αγώνες ταχύτητας |
| Lumea arabă                                           | Disney Junior CEMA                       | 22 aprilie 2017  | ميكي والمتسابقون                            |
| Polonia                                               | Disney Junior CEMA                       | 22 aprilie 2017  | Miki i raźni rajdowcy                       |
| România Ungaria                                       | Disney Junior CEMA                       | 22 aprilie 2017  | Mickey și piloții de curse                  |
| România Ungaria                                       | Disney Junior CEMA                       | 22 aprilie 2017  | Mickey és az autóversenyzők                 |
| Turcia                                                | Disney Junior CEMA                       | 22 aprilie 2017  | Mickey ve Çılgın Yarıșçılar                 |
| Germania                                              | Disney Junior Germania                   | 26 aprilie 2017  | Micky und die flinken Flitzer               |
| America Latină                                        | Disney Junior America Latină             | 2017             | Mickey: Aventuras sobre ruedas              |
| Brazilia                                              | Disney Junior Brazilia                   | 2017             | Mickey: Aventuras sobre rodas               |